# Кведій карпатський
Кведій карпатський (Quedius transsylvanicus) — вид жуків з родини Стафіліни (Staphylinidae). Хижак-ентомофаг.

## Морфологічні ознаки
7,5–10 мм. Чорний, передньоспинка смолисто-коричнева, облямована червоножовтою смугою. Черевце іризуюче. Голова значно ширша своєї довжини, очі дуже великі, опуклі, майже вдвічі довші за скроні. Надкрила з грубим пунктуванням, помітно коротші передньоспинки. Восьмий стерніт самців на вершині з широкою трикутною вирізкою.

## Поширення
Ендемік східних Карпат. Відомий з Говерли, Чорногори, Менчула, Горган та східних Бескид. Відмічений у Велико-Березнянському та Ужгородському, а особливо в Рахівському (Карпатський БЗ) районах Закарпатської обл.

## Особливості біології
Типовий гірський вид, мешканець лісової підстилки та моху пралісів східних Карпат. Жуки та личинки — активні хижаки, що регулюють чисельність шкідливих для лісового господарства видів. Імаго зустрічається в Карпатському БЗ з початку травня до кінця вересня.

## Загрози та охорона
Загрози: порушення природних біотопів (санітарні вирубки лісів та рекреаційне навантаження на вразливі гірські біотопи).
Слід вивчати екологію та біологічні особливості виду. Охороняється у Карпатському БЗ, як компонент біогеоценозу.